# Guillac (Morbihan)
Guillac (bret. Gilieg) – miejscowość i gmina we Francji, w regionie Bretania, w departamencie Morbihan.
Według danych na rok 1990 gminę zamieszkiwało 1037 osób, a gęstość zaludnienia wynosiła 48 osób/km² (wśród 1269 gmin Bretanii Guillac plasuje się na 564. miejscu pod względem liczby ludności, natomiast pod względem powierzchni na miejscu 463.).